# بيتر جيسون
بيتر جيسون (بالإنجليزية: Peter Jason)‏ هو ممثل أمريكي، ولد في 22 يوليو 1944 بهوليوود في الولايات المتحدة.

## وصلات خارجية
- بيتر جيسون على موقع IMDb (الإنجليزية)
- بيتر جيسون على موقع ألو سيني (الفرنسية)
- بيتر جيسون على موقع قاعدة بيانات الفيلم (الإنجليزية)